# Conus negroides
Espèce
Conus negroides est une espèce de mollusques gastéropodes marins de la famille des Conidae.
Comme toutes les espèces du genre Conus, ces escargots sont prédateurs et venimeux. Ils sont capables de « piquer » les humains et doivent donc être manipulés avec précaution, voire pas du tout.

## Description
La taille d'une coquille adulte varie entre 15 mm et 32 mm.

## Distribution
Cette espèce est présente dans l'océan Atlantique au large de l'Angola.

## Taxonomie

### Publication originale
L'espèce Conus negroides a été décrite pour la première fois en 1977 par la malacologiste américaine Sally Diana Lee Kaicher (d) dans « Card catalogue of world-wide shells »,.

### Synonymes
- Conus (Lautoconus) negroides Kaicher, 1977 · appellation alternative
- Conus gabrielae Rolán & Röckel, 2000 · non accepté
- Varioconus gabrielae (Rolán & Röckel, 2000) · non accepté
- Varioconus negroides (Kaicher, 1977) · non accepté